# Robert F. Young
Robert Franklin Young (n. 8 iunie 1915, New York, SUA – d. 22 iunie 1986, New York, SUA) a fost un scriitor american de literatură științifico-fantastică, mai ales de povestiri scurte.

## Opere

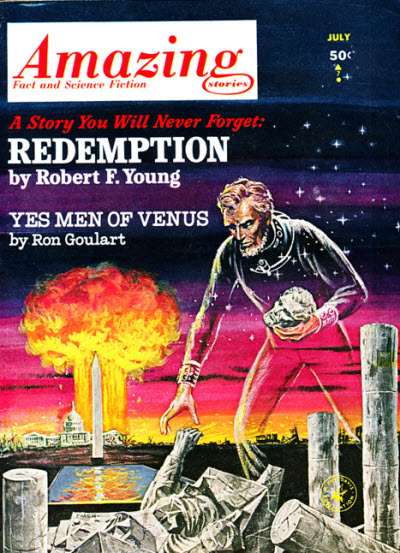
"Redemption" a apărut în Fantastic nr. 7 / 1963

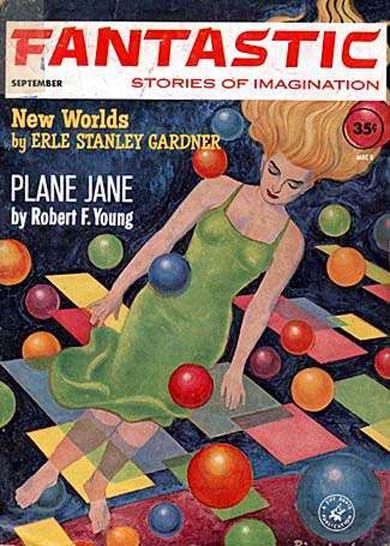
"Plane Jane" a apărut în Fantastic nr. 9 / 1962

### Romane
Robert F. Young a scris doar cinci romane, inclusiv La Quete de la Sainte Grille (1975), o extindere a povestirii sale The Quest of the Holy Grille. Romanul a fost publicat doar în Franța (în franceză). Celelalte patru romane sunt:
- Starfinder (1980).
- The Last Yggdrasill (1982).
- Eridahn (1983).
- The Vizier's Second Daughter (1985).

### Povestiri
| - "Above This Race of Men" - "Abyss of Tartarus" - "Added Inducement" - "Adventures of the Last Earthman in His Search for Love" - "Alec's Anabasis" - "Arena of Decisions" - "As a Man Has s Whale a Love Story" - "The Black Deep Thou Wingest" - "The Blonde From Barsoom" - "Boarding Party" - "Boy Meets Dyevitza" - "Chrome Pastures" - "City of Beasts" - "City of Brass" - "Clay Suburb" - "Cousins" - "Crutch" - "The Curious Case of Henry Dickens" - "The Dandelion Girl" - "Darkspace" - "The Day the Limited Was Late" - "The Decayed Leg Bone" - "The Deep Space Scrolls" - "Dialogue in a Twenty-First Century Dining Room" - "Divine Wind" - "Doll-Friend" - "Down the Ladder" - "The Earth Books" - "Emily and the Bards Sublime" - "The Eternal Lovers" - "Findokin's Way" - "The First Mars Mission" - "Fleuve Red" - "Flying Pan" - "The Forest of Unreason" - "The Garden in the Forest" - "Genesis 500" - "Ghosts" - "Ghur R'Hut Urr" - "The Giant, the Colleen, and the Twenty-One Cows" - "The Giantess" - "The Girl in his Mind" - "Girl Saturday" - "The Girl Who Made Time Stop" | - "A Glass of Mars" - "Glass Houses" - "Glimpses" - "Goddess in Granite" - "The Hand" - "The Haute Bourgeoisie" - "Hex Factor" - "Hologirl" - "The Honeyearthers" - "Hopsoil" - "The House That Time Forgot" - "I Bring Fresh Flowers" - "In Saturn's Rings" - "In what Cavern of the Deep" - "Invitation to the Waltz" - "Jonathon and the Space Whale" - "The Journal of Nathaniel Worth" - "Jungle Doctor" - "Jupiter Found" - "Kingdom Come, Inc." - "A Knyght Ther Was" - "L'Arc De Jeanne" - "Let There Be Night" - "Little Dog Gone" - "Little Red Schoolhouse" - "Lord of Rays" - "The Lost Earthman" - "Mars Child" - "Milton Inglorious" - "The Mindanao Deep" - "Minutes of a Meeting at the Mitre" - "The Moon of Advanced Learning" - "More Stately Mansions" - "Neither Stairs Nor Door" - "New Route to the Indies" - "Nikita Eisenhower Jones" - "No Deposit, No Refill" - "O Little Town of Bethlehem II" - "One Love Have I" - "On the River" - "Origin of Species" - "P R N D L L" - "Passage to Gomorrah" - "A Pattern For Penelope" - "Peeping Tommy" - "Perchance to Dream" - "Pithecanthropus astralis" | - "Plane Jane" - "The Princess of Akkir" - "Production Problem" - "Project Hi-Rise" - "The Quest of the Holy Grille" - "Redemption" - "Reflections" - "Remnants of Things Past" - "Report on the Sexual Behavior on Arcturus X" - "Revolution 20" - "Romance in a Twenty-First Century Used-Car Lot" - "Romance in an Eleventh-Century Recharging Station" - "Rumpelstiltskinski" - "Santa Clause" - "The Second Philadelphia Experiment" - "The Servant Problem" - "Shakespeare of the Apes" - "The Space Roc" - "Spacetrack" - "The Sphinx" - "St. George and the Dragonmotive" - "Star Mother" - "The Star of Stars" - "The Stars Are Calling, Mr. Keats" - "The Star Eel" - "The Star Fisherman" - "Starscape with Frieze of Dreams" - "Stop-Over" - "Storm over Sodom" - "The Summer of the Fallen Star" - "Sweet Tooth" - "Techmech" - "The Tents of Kedar" - "There Was an Old Woman Who Lived in a Shoe" - "Thirty Days Had September" - "The Thousand Injuries of Mr. Courtney" - "Three-Mile Syndrome" - "Tinkerboy" - "To Fell a Tree" - "To Touch a Star" - "Universes" - "Victim of the Year" - "Visionary Shapes" | - "What Bleak Land" - "When Time Was New" - "Whom the Gods Love" - "The Winning of Gloria Grandonwheels" - "The Year" - "Your Ghost Will Walk" |

### Colecții de povestiri
- Lumile lui Robert F. Young (The Worlds of Robert F. Young, 1965)[5]
- O cupă de stele (A Glass of Stars, 1968)[5]